# نلسپرویت

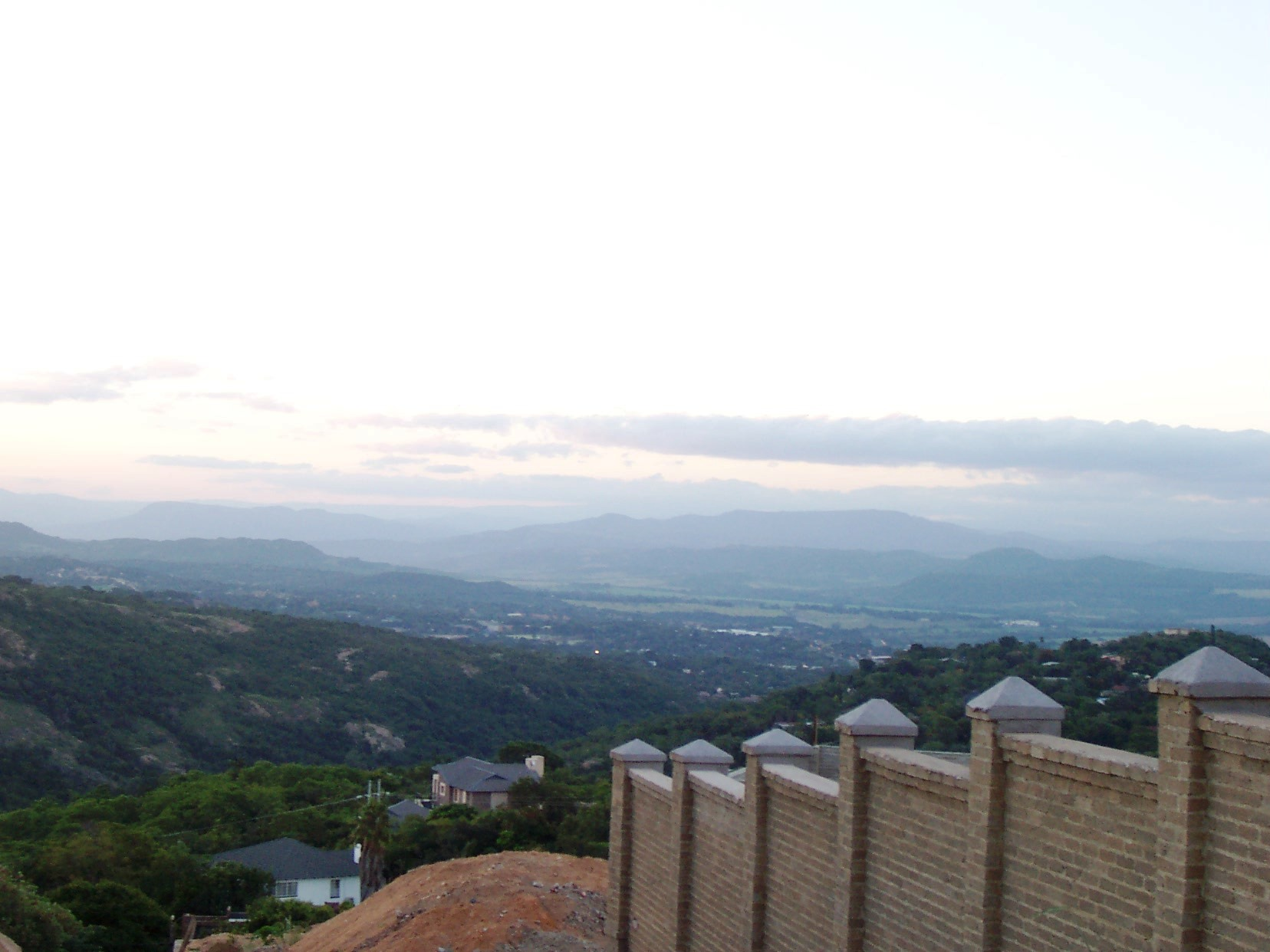
چشم‌انداز شهر نلسپروت.

نلسپرویت (Nelspruit) شهری است با جمعیت ۲۲۱٫۷۴۷ نفر که در شمال شرقی کشور آفریقای جنوبی واقع شده است.
این شهر را سه برادر از یک خانواده در سال ۱۹۰۵ بنیاد کردند.